# MO Большого Пса
MO Большого Пса (лат. MO Canis Majoris) — одиночная звезда в созвездии Большого Пса на расстоянии (вычисленном из значения параллакса) приблизительно 9473 световых лет (около 2904 парсеков) от Солнца. Видимая звёздная величина звезды — +11,37m.

## Характеристики
MO Большого Пса — голубая звезда спектрального класса O5. Ранее считалась переменной звездой, но дальнейшие наблюдения переменности не подтвердили.